# Vivo NEX Dual Display
Vivo NEX Dual Display Edition (також відомий як Vivo NEX Dual Screen Edition) — смартфон, розроблений компанією Vivo, особливістю якого став другий дисплей на задній панелі. Є наступником Vivo NEX S та NEX A. Був представлений 11 грудня 2018 року.

## Дизайн
Задня панель та екран виконані зі скла. Бокова частина смартфона виконана з металу (алюмінію).
Знизу знаходяться роз'єм USB-C, динамік, мікрофон та слот під 2 SIM-картки. Зверху розташовані 3.5 мм аудіороз'єм та другий мікрофон. З лівого боку розміщена кнопка виклику голосового асистента. З правого боку розміщені кнопки регулювання гучності кнопка блокування смартфону.
Vivo NEX Dual Display Edition продавався в кольорі Polar Blue (Полярний синій).

## Технічні характеристики

### Платформа
Смартфон отримав флагманський на той час процесор Qualcomm Snapdragon 845 та графічний процесор Adreno 630.

### Батарея
Смартфон отримав батарею об'ємом 3500 мА·год та підтримку швидкої зарядки на 22.5 Вт.

### Камера
Смартфон отримав основну потрійну камеру 12 Мп, f/1.8 + 2 Мп, f/1.8 (сенсор глибини) + TOF 3D, f/1.3 (сенсор глибини) з фазовим автофокусом, оптичною стабілізацією та здатністю запису відео в роздільній здатності 4K@30fps. Фронтальна камера відсутня. Її роль виконує основна. 

### Екран
Екран Super AMOLED, 6.39'', FullHD+ (2340 x 1080) зі співвідношенням сторін 19.5:9 та щільністю пікселів 403 ppi. Смартфон має мінімальні рамки по бокам та зверху і невеликий відступ знизу. Також в екран вбудований сканер відбитку пальця.
Другий екран Super AMOLED, 5.49'', FullHD+ (1920 x 1080) зі співвідношенням сторін 16:9.

### Пам'ять
Смартфон продавався в комплектаціях 10/128 та 8/256 ГБ.

### Програмне забезпечення
Смартфон був випущений на FuntouchOS 4.5, що базувалася на Android 9.0 Pie. Був оновлений до FuntouchOS 10, що працює на базі Android 10.